# Ângulo de repouso

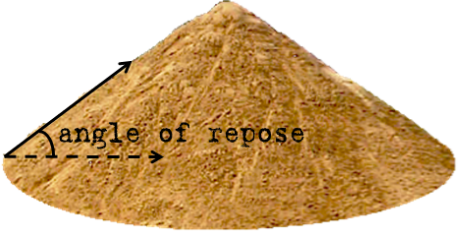
Ângulo de repouso

O ângulo de repouso, ou ângulo de repouso crítico, de um material granular solto é o ângulo mais íngreme em relação ao plano horizontal que se forma sem ocorrer deslizamento. Nesse ângulo, o material na inclinação está na iminência de deslizar. O ângulo de repouso pode variar de 0° a 90°. A morfologia do material afeta o ângulo de repouso; grãos de areia lisos e arredondados não podem ser empilhados de modo tão íngreme quanto grãos mais rochosos. O ângulo de repouso também pode ser afetado pela adição de solventes; se uma pequena quantidade de água for capaz de colmatar os espaços entre as partículas, a atração eletrostática de água em superfícies minerais irá aumentar o ângulo de repouso.
Quando materiais granulares são derramado sobre uma superfície horizontal, uma pilha cônica se forma. O ângulo interno entre a superfície da pilha e a superfície horizontal é conhecido como o ângulo de repouso e está relacionada à densidade, área, formas de partículas e coeficiente de atrito do material. Material com um baixo ângulo de repouso forma pilhas mais planas de material em comparação com material com um elevado ângulo de repouso.
O termo tem um uso parecido em mecânica, onde se refere ao ângulo máximo a que um objeto repousa sobre um plano inclinado sem deslizar para baixo. Esse ângulo é igual ao arco-tangente do coeficiente de atrito estático μs entre as superfícies.

## Aplicações da teoria

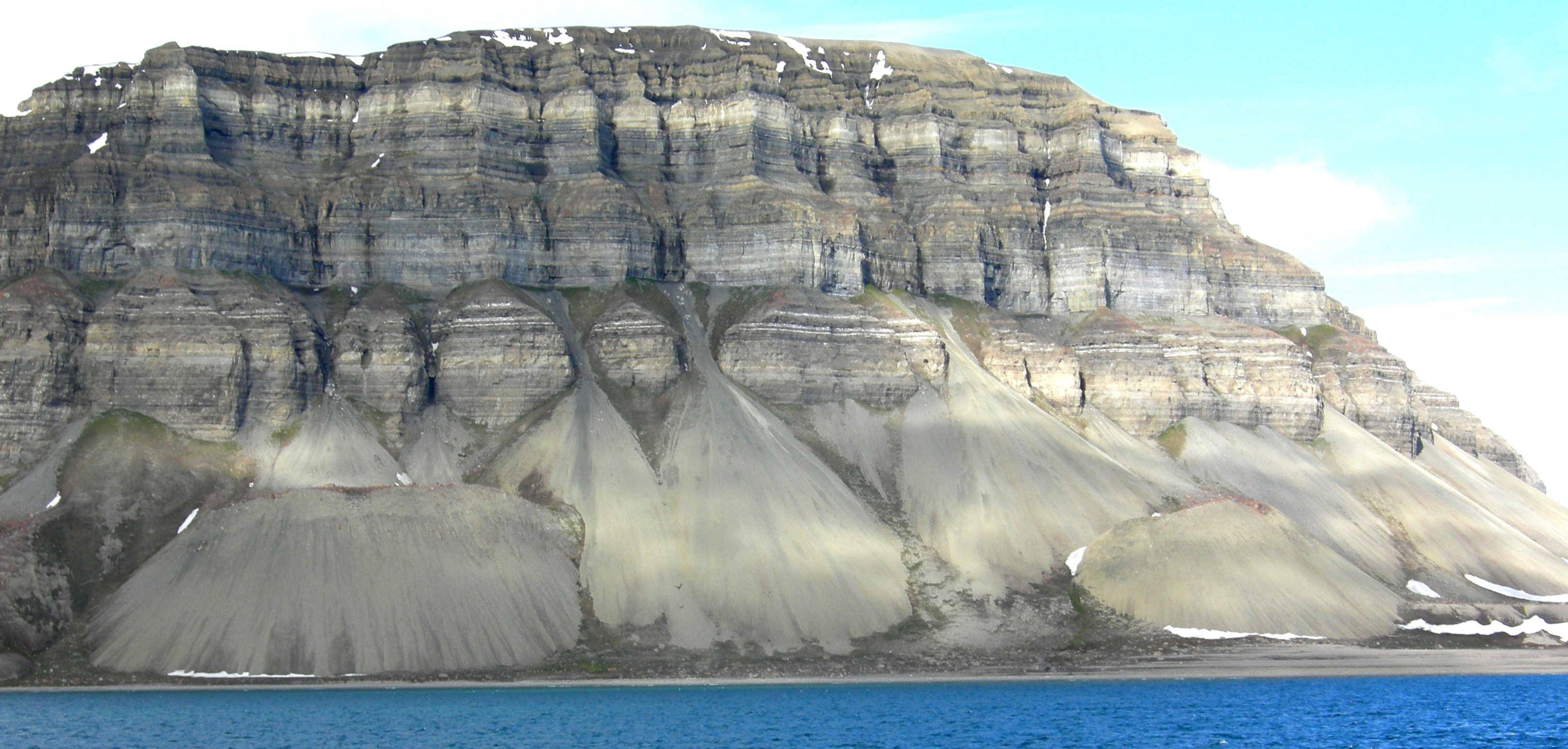
Cones na costa norte do Isfjord, Svalbard, Noruega, ilustrando o ângulo de repouso de sedimentos

O ângulo de repouso, às vezes, é utilizado na concepção de equipamentos para o processamento de partículas sólidas. Por exemplo, ele pode ser usado para projetar um funil ou silo apropriado para armazenar material ou para determinar o tamanho de uma correia transportadora para o transporte de material. Ele também pode ser usado para determinar se em um declive material irá deslizar; a inclinação tálus é derivada do ângulo de repouso e representa a inclinação mais acentuada de uma pilha de material granular. O ângulo de repouso é também crucial para o cálculo de estabilidade em naves.
Também é comumente utilizado por montanhistas como um fator na análise de risco de avalancha em áreas montanhosas.

## Medição
Existem vários métodos para a medição do ângulo de repouso e cada um deles produz resultados um pouco diferentes. Os resultados também são sensíveis à metodologia do experimento. Como resultado, dados provenientes de diferentes laboratórios não são sempre comparáveis. Um método é o teste de cisalhamento triaxial; outro é o teste de cisalhamento direto.
Se o coeficiente de atrito estático de um material é conhecido, uma boa aproximação do ângulo de repouso pode ser feito com a função abaixo. Essa função é relativamente precisa para pilhas em que os objetos na pilha são minúsculos e empilhados em ordem aleatória.

## Uso por formiga-leão e larvas

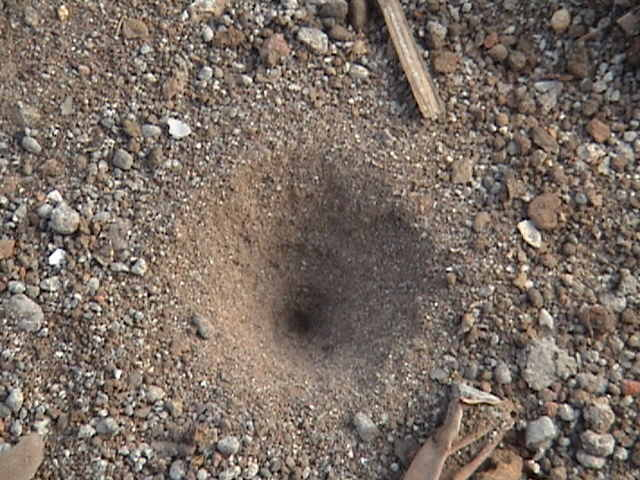
Armadilha da formiga-leão

As larvas da formiga-leão, entre outras, capturam pequenos insetos, como formigas, cavando poços cônicos em areia solta, de tal forma que a inclinação das paredes é efetivamente crítica, num ângulo de repouso. Arremessam a areia solta para fora do poço, formando um ângulo de repouso, o que leva a deslizamentos quando mais areia é adicionada. Assim, quando um pequeno inseto, geralmente uma formiga, cai no poço, seu peso faz com que a areia deslize, tornando-se uma presa fácil.

## Ângulo de repouso de diversos materiais
Aqui há uma lista de vários materiais e o seu ângulo de repouso. Todas as medidas são aproximadas.
| Material (condição)     | Ângulo de Repouso (graus) |
| ----------------------- | ------------------------- |
| Cinzas                  | 40°                       |
| Asfalto (esmagado)      | 30-45°                    |
| Casca (madeira)         | 45°                       |
| Farelo                  | 30-45°                    |
| Giz                     | 45°                       |
| Argila (seco)           | 25-40°                    |
| Argila (molhado)        | 15°                       |
| Sementes                | 28°                       |
| Coco (ralado)           | 45°                       |
| Grãos de café (frescos) | 35-45°                    |
| Terra                   | 30-45°                    |
| Farinha (de milho)      | 30-40°                    |
| Farinha (de trigo)      | 45°                       |
| Granito                 | 35-40°                    |
| Brita (pedra britada)   | 45°                       |
| Cascalho (natural)      | 25-30°                    |
| Malte                   | 30-45°                    |
| Areia (seca)            | 34°                       |
| Areia (cheia de água)   | 15-30°                    |
| Areia (molhada)         | 45°                       |
| Neve                    | 38°                       |
| Uréia (granular)        | 27°                       |
| Trigo                   | 27°                       |

## Formas das pilhas de areia com diversas bases
Bases diversas modificam a forma da pilha que se forma, apesar de controle de ângulo, como ilustrado abaixo:
|  |  |  |  |

| Formato de base               | Base | Formato da pilha de areia |
| ----------------------------- | ---- | ------------------------- |
| Retângulo                     |      |                           |
| Círculo                       |      |                           |
| Quadrado                      |      |                           |
| Triângulo                     |      |                           |
| Polígono não convexo          |      |                           |
| Oval                          |      |                           |
| Retângulo com 1 furo          |      |                           |
| Retângulo com dois furos      |      |                           |
| Retângulo com múltiplos furos |      |                           |
| Formato aleatório             |      |                           |

## Outros ficheiros
- Poster 01
- Poster 02